# أحمد بن سلطان بن عبد العزيز آل سعود
أحمد بن سلطان بن عبد العزيز آل سعود (سهم) (20 أكتوبر 1983 -)، ملحن سعودي، وأحد أبناء الأمير الراحل سلطان بن عبد العزيز آل سعود ولي عهد المملكة العربية السعودية السابق في الفترة مابين 1 أغسطس 2005 إلى 22 أكتوبر 2011، من زوجته الأميرة البندري بنت صنت بن بنين الذيابي ، وهو عضو مجلس أمناء مؤسسة سلطان بن عبد العزيز الخيرية ومدينة سلطان بن عبدالعزيز للخدمات الإنسانية.

## مناصبه
- عضو شرف نادي الهلال السعودي[6]
- مدير وشريك مؤسس في «شركة افاق التنمية الدولية التجارية»
- شريك مؤسس في «شركة عبية للنقل البري»[7]
- رئيس مجلس إدارة الشركة السعودية الحيوية للعلوم والتقنية والرئيس الفخري للجمعية السعودية للأورام.[8]

## أعمال فنية
تعاون الأمير أحمد بن سلطان في أول عمل فني له بلقب «سهم» مع الفنان رابح صقر في أغنية «تحملتك»، لكن ظهوره الأول كان مع الفنان عبدالمجيد عبدالله في «ليالينا» بلقبه القديم «منذر»، واستمر لمدة أكثر من 15 سنة في الأوساط الفنية باسم مستعار، وكان أول ظهور علني له باسمه في يونيو 2019 في سهرة غنائية جمعته بفنانين تغنوا بألحانه منهم: المغنية السورية أصالة وأسماء المنور ونوال الكويتية ورابح صقر وراشد الفارس.

### مع عبد المجيد عبد الله
- ليالينا
- ناوي تخليني
- بريحك
- مرتاح
- لا زاد
- يا ما حاولت
- شخص ثاني
- يحلمون
- تالي تقديرك
- معقولة
- جيت
- حدك هنا
- الموت الأحمر
- احكي بهمسك
- ليه تطلب
- وحيد
- كلي أسف
- قنوع
- اسمعني
- فزي له يا أرض
- أصعب طلب
- اشياء تسوى
- اصابعك تفرق
- غيروه
- قمرا
- همس الوله
- عيد ميلادك
- وصلنا لوين
- هلا هلا
- احمدك يارب
- كل ماتقفي
- الله عليك
- وينهم
- جده كذا
- لا تبكين
- جمهورك الروح
- انتحل شخصيتك
- قلت لك
- لولو
- رايح لجدة وجدة الاتحاد

### مع رابح صقر
- لحظة هنا
- كذا من ربي حبيته
- أنت عارف
- تصبر
- افترقتوا
- منتهى الرقة
- ازعل عليك
- مافي كلامي شي
- خميس
- من كبرها
- صعب
- الواقع
- طريق البداية
- خلني
- لا تمنن
- الرصاص
- لا حول
- طلابتك واجد
- إلى من يهمه الأمر
- زحمة الدنيا
- ملامح
- شاريك
- أبعد وأقرب
- نقاده
- مرحبا
- فاقد شعور
- انا استأذن
- قيام
- عند اللزوم
- ضعفي محبة
- اين الهوى
- فاقد شعور
- واجد
- نوع من البشر
- هدي نفسك
- أنا وحدي
- يابن ابوي

### مع أصالة
- سواها قلبي
- طلبتك لاتحاكيني
- لاتخاف
- تبي تتركني
- قانون كيفك
- شف عذر
- شرهه وعتب
- بس دقيقة
- عبية
- ثوب ابيض
- إلى متى
- أنا معاك
- بيان
- رفقاً
- كالمعتاد
- سوي
- لا تستسلم
- ما عرفت أنطق
- يلطف بحالي
- نعم أشتاق
- لأنك هلالي

### مع ماجد المهندس
- مليون مرة
- من الآخر
- ناقصك شي
- مرماي
- على قدومك
- لو تزاعلنا
- انا بالقوة نسيت
- انا مسير
- خوش واحد
- لبى جبينك
- سحابة الحب
- على العارض
- نجم وقمره
- أوف
- الحاجة
- اسيا
- ودنا بالطيب
- بديت اطيب
- تمنيتك
- فرصة للتغير
- الله لايقطعها عادة
- يحن القلب

### مع راشد الفارس
- عزاه
- اتعبتني
- ناسيني
- أبوك في الجنة
- في أمور
- الشوك
- لا اوصيك
- بتغيب
- لاحظت شي
- تركته
- على العز ربوك
- ثق تماماً
- الغفران والتوبة
- على الوسادة
- أحسن ابعد
- الهوى
- رقم كم
- ها بشر

### مع نوال الكويتية
- ارحم عيوني
- سم
- ضاقت عليك
- خدعة
- صح
- هذي جديدة
- ممنون
- قسم وسمعني
- آسف
- لا تغمض

### مع أحلام
- هذا انا
- مابه جديد
- عيوني بس
- ما سألت الا عليك
- سر معلن
- بريء
- حزين

### مع راشد الماجد
- ويلاه
- أسمعك
- الزمان
- أسرجوا
- طبع السعودي
- ماضاع جهد
- هذا الوله

### مع أنغام
- بترجعلي
- غريب
- هنا وهناك
- لايقين
- ابطى علي
- ادور
- لاتستغرب
- اخر لقا
- تسلم يدينه
- ثلاث حروف
- الهي

### مع عمرو دياب
- يا دلعوا

### مع فضل شاكر
- وحشتوني

### مع عايض
- حلو الكلام
- لا تعدون الليالي

### مع أميمة طالب
- خاطرك
- إذا تسمح لي
- ولا تحزن
- ناسي حبي
- الله جابك
- سكتوني
- خذني
- فرص فاتت
- رحمه
- لا أكثر
- أخافك
- مرجيحة
- بورتوجور

### مع إسماعيل مبارك
- عندي أحلى
- اقروا عليه
- لا تمادى الشوق
- فارقتك السبت
- يا متسيّد
- تمايلي
- ما يجوز

### مع خالد عبد الرحمن
- ليالينا
- زمان البعد
- في مهب الريح
- بالله من جدك
- وين دارك

### مع أسماء المنور
- تبسم
- على الأرجح
- ويل
- أبشرك قلبي صحى
- كل ما لمحتك
- العفو
- أحتويني
- روح
- الشباك

### مع عباس إبراهيم
- دواك عندي
- تحبني للحين
- لا تواسيني

### مع محمد عبده
- رذاذ
- عذروب
- أنا غرضك

### مع طلال سلامة
- بصبر

### مع ثامر التركي
- سمعاً وطاعة
- غرام ثاني
- الله اقوى

### مع إبراهيم الحكمي
- كان واضح

### مع شيخه العسلاوي
- ولا يهمك

### مع رامي جمال
- مبتكبريش

### مع مشعل العروج
- سعد عين

### مع أيمن الاعتر
- كلنا كذاب

### مع فؤاد عبد الواحد
- غلطتك
- عصا موسى
- ابعتذر لك
- عن نفسي
- عندك احد
- نُقطة
- مسكين

## أسرته
متزوج من الأميرة حصة بنت فيصل بن عبد الله بن عبد العزيز آل سعود.